# La voce della luna
La voce della luna es una película dramática de 1990 dirigida por Federico Fellini. Es la última obra del director transalpino, que moriría en 1993. Contó con actuación de Roberto Benigni, Paolo Villaggio y Nadia Ottaviani. Volviendo a temas antes explorados en La strada (1954), Fellini crea una parábola sobre los susurros del alma que solo los locos y los vagabundos son capaces de escuchar. Basada en la novela  Il poema dei lunatici  de Ermano Cavazzoni, la película trata sobre un falso inspector de pozos y un exprefecto que deambula por el campo de Emilia-Romagna (lugar de la infancia de Fellini) y descubre una distopía de anuncios de televisión, fascismo, concursos de belleza, música de rock, catolicismo y rituales paganos.
La película recibió los Premios David de Donatello al Mejor Actor, a la Mejor Edición y al Mejor Diseño de Producción, y tuvo candidaturas a los premios al Mejor Director, a la Mejor Película, a la Mejor Fotografía, a la Mejor Música y al Mejor Productor.

## Argumento
Con un guiño a la letra obsesionada por la luna del poeta italiano Giacomo Leopardi, la historia se centra en la captura de la luna por los hermanos Micheluzzi mientras Ivo, recién dado de alta de un hospital psiquiátrico, trata de seducir a Aldina Ferruzzi, de quien está enamorado. Aunque no quiere tener nada que ver con él, Ivo compara su belleza rubia con la luna, el origen de su locura y su frustración. Durante los intentos de cortejarla, conoce a varios personajes descabellados, incluido un oboísta que duerme en el cementerio local, un hombre cuyo pasatiempo es meditar en los tejados, y Gonnella, el ex prefecto despedido por su creciente paranoia. Gonnella convierte a Ivo en su lugarteniente y juntos investigan las "conspiraciones salvajes" que ocurren a su alrededor.
La extraña pareja asiste a un falso concurso de belleza donde Aldina es coronada como "Miss Flor de 1989" y termina perdida en las tierras de cultivo entre elegantes mujeres africanas que cantan a la luz de la luna. Dentro de un almacén abandonado, descubren una discoteca estilo Infierno con víctimas de la moda que bailan y saltan delirantemente a "The Way You Make Me Feel" de Michael Jackson. Ivo se da cuenta de que el zapato de Aldina, obtenido subrepticiamente, se adapta a cada Cenicienta al que se la prueba. Para estupefacción de los bailarines, Gonnella organiza un vals pero es expulsado después de romper el caché de discos del disc jockey.
Mientras tanto, los tres hermanos Micheluzzi dementes han atrapado la luna usando gigantescos equipos agrícolas y la han acorralado en un establo. Lo que debería ser un evento sagrado se convierte en una oportunidad desaprovechada ya que los sacerdotes y los políticos lo convierten en una conferencia para la propaganda oficial expresada al público reunido. La conferencia degenera rápidamente en violencia por parte de un loco con una pistola que grita: "¿Qué estoy haciendo aquí? ¿Por qué me pusieron aquí en primer lugar?" dejando a Ivo Salvini con las últimas palabras de la película: "Si todos nos calmáramos un poco, tal vez entenderíamos algo".

## Reparto
- Roberto Benigni como Ivo Salvini
- Paolo Villaggio como Gonnella
- Nadia Ottaviani como Aldina
- Marisa Tomasi como Marisa
- Angelo Orlando como Nestore
- Susy Blady como Susy
- Dario Ghirardi como Periodista
- Dominique Chevalier como Primer Hermano de Micheluzzi
- Nigel Harris como Segundo Hermano de Micheluzzi
- Daniela Airoldi
- Stefano Antonucci
- Ferruccio Brembilla
- Stefano Cedrati[4]

## Temática
En la novela de 1987 de Ermanno Cavazzoni, "Il poema dei lunatici" ("El poema de los lunáticos") en la que se basa la película, Fellini reconoció un proyecto abandonado sobre la filmación del mundo natural: "el suelo, las estaciones, sol y lluvia, día y noche. Le gusta la idea de que por la noche el agua del pozo es despertada por la luna y comienza a emitir mensajes débiles " a los que están preparados para escuchar. Desafortunadamente, a pocos se les permite, y mucho menos prepararse, escuchar en el alboroto infernal de un mundo posmoderno en el que los programas de televisión y los satélites sonoros ahogan la poesía, el silencio y la voz de la luna.
La sociedad de consumo criticada en la Roma de la dolce vita se ha mudado a los suburbios donde la incomunicabilidad, el egoísmo, el voyeurismo y la pobreza espiritual caracterizan el caos de la existencia de los medios de comunicación. En sus años crepusculares (tres años antes de morir de un ataque cardíaco a la edad de 73 años), Fellini monta un asalto enérgico contra magnates de los medios como Silvio Berlusconi y el pandemonium de la sociedad contemporánea al sugerir el escape al silencio como un significa curar la psique, la fuente de toda la verdadera sabiduría.

## Producción
Después de escribir un breve escrito en dos semanas con Tullio Pinelli, Fellini comenzó a buscar ubicaciones en el rio Po en septiembre de 1988, donde visitó Reggiòlo, la ciudad natal del talentoso caricaturista italiano Nino Za, su ídolo en la adolescencia. Los recuerdos evocados reforzaron su idea de volver a la atmósfera provincial de sus primeras películas. Aunque Fellini todavía no estaba seguro de lo que quería filmar, los productores Mario y Vittorio Cecchi Gori acordaron financiar su proyecto con unas quince mil millones de liras. Pietro Notarianni, el director de producción, y Danilo Donati se enfrentaron en una disputa acalorada por los costes. Donati renunció y fue reemplazado por Dante Ferretti.
Para ayudar a organizar sus ideas, Fellini decidió construir una ciudad en las afueras de Roma en la vía Pontina cerca de Dinocittà, el antiguo estudio de cine del productor Dino De Laurentiis. Con Dante Ferretti, construyó una iglesia, una plaza, bloques de apartamentos, tiendas y una tienda de peluquería, todos diseñados en una parodia de estilos. Aunque nunca se completó un guion genuino, Fellini logró concebir escenas completas cada día observando a sus actores improvisando en el set, más bien como títeres en una casa de muñecas.
El rodaje principal comenzó el 22 de febrero de 1989. Según el biógrafo Tullio Kezich, la película "será recordada como uno de los escenarios más serenamente desinhibidos de Fellini ... En la cena final a mediados de junio, la última vez que la compañía se reunirá, Benigni se supera a sí mismo y recita un poema maravilloso en "ottava rima", contando todo lo que sucedió y se sintió en los últimos meses ".

## Acogida de la crítica
Ayudado por la inmensa popularidad en Italia de los actores cómicos Benigni y Villaggio, la película fue un éxito razonable de público, recibiendo críticas entusiastas de Alberto Moravia, Tullio Kezich y Aldo Tassone, y algunas pocas críticas demoledoras. Aunque no recaudó mucho en Francia, fue aclamado en Le Monde  y   Positif , y apareció en la portada de  Cahiers du Cinéma  que lo vio como una diatriba ganadora sobre los excesos de la sociedad del espectáculo de Guy Debord.
El film fue exhibido fuera de competición en el Festival Internacional de Cine de Cannes de 1990, donde es criticada o ignorada por la mayoría de los críticos estadounidenses. Un crítico escribió, "Absolutamente deslumbrante. Nunca he estado tan aburrido en mi vida".
La estructura onírica de la película se basa en parte en una interacción dialéctica de formas (por ejemplo, el brillo circular de la luna / el círculo negro de la boca de un pozo / la mirilla circular para espiar / la cuadratura del círculo en las pantallas de televisión) así como la trama peculiar y críptica informada por la creencia de Fellini en una fantasía personal y poética no hizo nada para mejorarla con los espectadores o los críticos.
Tal vez debido a una óptica europea intransigente, la falta de un guion adecuado, su uso de la improvisación y su negativa a entretener por su propio bien, la última película de Fellini se convirtió en su único gran proyecto que no encontró un distribuidor estadounidense.